# Рубашкин (Волгоградская область)
Руба́шкин — хутор в Серафимовичском районе Волгоградской области. Входит в состав Горбатовского сельского поселения.

## География
Рядом с хутором протекает река Кривая, впадающая в Чир.

## История
В советские времена был образован Горбатовский сельсовет. Согласно закону Волгоградской области от 24 декабря 2004 года № 979-ОД «Об установлении границ и наделении статусом Серафимовичского района и муниципальных образований в его составе», Горбатовский сельсовет преобразован в Горбатовское сельское поселение.

## Население
| 2002 | 2010 |
| ---- | ---- |
| 170  | ↘140 |